# Jimmy Walker (político)
James John Walker (19 de junio de 1881 – 18 de noviembre de 1946), conocido coloquialmente como Beau James, fue alcalde de Nueva York de 1926 a 1932. Político de corte extravagante, fue un demócrata liberal que formaba parte de la poderosa maquinaria de Tammany Hall. Se vio obligado a renunciar debido a un escándalo de corrupción.

## Primeros años y carrera política
Walker era hijo de William H. Walker (1842-1916), nacido en Irlanda, un carpintero y propietario de un almacén de madera que fue muy activo en la política local como asambleísta demócrata y concejal de Greenwich Village, sobre el que ciertos relatos de la infancia de Walker afirmaban que creció en la pobreza. Walker no era el mejor de los estudiantes y abandonó la universidad antes de graduarse en la New York Law School en 1904. El padre de Walker quería que se convirtiera en abogado y político. Al principio, Walker decidió que preferiría escribir canciones y dedicarse a la industria de la música, pero finalmente ingresó en política en 1909 y posteriormente aprobó el examen del colegio de abogados en 1912.
En la legislatura de 1910-1914, fue elegido representante de la Asamblea Estatal de Nueva York por el partido Demócrata, siendo a su vez durante dos legislaturas (de 1915 a 1925) miembro electo del Senado de Nueva York por el Distrito 12 y por el Distrito 13. Ejerció como Líder de la minoría demócrata desde 1920 hasta 1922; como Presidente temporal del Senado estatal de 1923 a 1924; y como Líder de la minoría nuevamente en 1925. En el Senado se opuso fuertemente a la Ley Seca.

## Carrera para alcalde, 1925
Después de sus años en el Senado, Walker se planteó como objetivo presentarse a las elecciones de 1926 para Alcalde de Nueva York. Comenzando con las primarias demócratas de 1925 para la alcaldía, sabía que para ganar la elección tenía que vencer al entonces alcalde John Francis Hylan. La reputación de Walker como un ciudadano de comportamientos inusuales lo convirtió en un héroe para muchos votantes de la clase trabajadora, y a menudo se le veía tanto en espectáculos legales como en otros de dudosa legalidad. Era un hombre atildado: su criado le preparó 43 trajes para su viaje a Europa en agosto de 1927. Por otra parte, su reputación de tolerar la corrupción lo convirtió en alguien sospechoso para los votantes de clase media y los moralistas. Su mentor, el gobernador Al Smith, era uno de sus partidarios incondicionales gracias al respaldo que dio Walker a los programas dirigidos a resolver muchos problemas sociales y culturales que se consideraron políticamente importantes, como la Legislación de Bienestar Social, la Legalización del Boxeo, la Revocación del blue laws contra los partidos de béisbol en domingo, la condena del Ku Klux Klan y, especialmente, su oposición a la prohibición del consumo de bebidas alcohólicas.
Smith conocía las claves para que Walker pudiera ganar las elecciones, superando su empañada reputación, y para ello utilizó su influencia en la poderosa maquinaria política de Tammany Hall con el fin de asegurarle la victoria. Finalmente, el propio Walker tuvo que estar dispuesto a cambiar algunas de sus formas más inescrupulosas o al menos a proporcionar una cobertura para sus indiscreciones. Como en muchos de los asuntos de su vida, Walker eligió esta última postura. En lugar de terminar sus visitas a los tugurios de venta de alcohol clandestinos y sus amistades con jóvenes artistas, continuó estas actividades a puerta cerrada en un ático financiado por Tammany Hall.
Walker derrotó a Hylan en las primarias demócratas y, después de derrotar al candidato a alcalde de republicano Frank D. Waterman en las elecciones de 1925, se convirtió en alcalde de Nueva York.

## Alcalde, 1926–1932
En sus primeros años como alcalde, Walker vio prosperar a la ciudad y muchos proyectos de obras públicas avanzaron considerablemente. En su primer año, creó el Departamento de Sanidad, unificó los hospitales públicos de Nueva York, mejoró muchos parques y áreas de recreo, y encomendó al Consorcio de Transporte la ampliación del Metro de Nueva York (el Independent Subway System o IND). Incluso logró mantener la tarifa del metro de cinco centavos a pesar de una amenaza de huelga por parte de los trabajadores.
Sin embargo, su mandato también fue conocido por la proliferación de hechos censurables durante la Ley Seca. Es un aspecto destacado de su carrera como miembro del Senado del Estado que se opuso firmemente a la Prohibición. Como alcalde, dirigió su administración a desafiar la Decimoctava Enmienda, reemplazando al antiguo comisionado de policía por un ex comisionado de banca estatal sin experiencia en el orden público. El nuevo comisionado de policía disolvió inmediatamente el Escuadrón de Servicios Especiales. Como Walker no consideraba que beber fuera un delito, desalentó a la policía de hacer cumplir la ley de Prohibición o de tomar un papel activo, a menos que fuera para frenar las infracciones excesivas o que esto resultara ser noticia. Sus asuntos con "chicas coristas" eran ampliamente conocidos, hasta el punto de que dejó a su esposa, Janet, por la corista Betty Compton.
Walker fue reelegido por un margen abrumador en 1929, derrotando al socialista Norman Thomas. Las fortuna de Walker se redujo notablemente tras el crac de 1929. Patrick Joseph Hayes, el cardenal arzobispo de Nueva York, lo denunció, dando a entender que la inmoralidad del alcalde, tanto en lo personal como en lo político por su tolerancia con las "chicas de revista" y los casinos, fue la causa de la desaceleración económica. Este fue uno de los motivos que llevó a la dirección demócrata de Tammany Hall a retirar su apoyo a Walker.

## Escándalo y renuncia
El aumento de los disturbios sociales condujo a investigaciones sobre la corrupción dentro de su administración, y finalmente se vio obligado a declarar ante el comité de investigación del juez Samuel Seabury, la Comisión Seabury (también conocida como el Comité Hofstadter). Walker propició su propia caída al aceptar grandes sumas de dinero de empresarios en busca de contratos municipales.
Una testigo sorpresa en la investigación de Seabury fue Vivian Gordon, que informó a los investigadores de que varias mujeres fueron arrestadas y acusadas falsamente de prostitución por el Departamento de Policía de Nueva York. Por este trabajo, los policías recibían más dinero en sus pagas. Después de su testimonio, Vivian Gordon fue encontrada sospechosamente estrangulada en un parque del Bronx. Eso demostró a los neoyorquinos que la corrupción podría tener consecuencias terribles y que Walker en última instancia, de alguna manera, podría ser responsable de su muerte.
Con la ciudad de Nueva York apareciendo como un símbolo de la corrupción bajo el alcalde Walker, el gobernador Franklin D. Roosevelt era consciente de que tenía que hacer algo con respecto a Walker y su administración. Sabiendo que la constitución del estado permitía que un alcalde electo pudiera ser destituido de su cargo, Roosevelt se sintió obligado a hacerlo, arriesgándose a perder el apoyo de Tammany Hall para la nominación demócrata. Por otro lado, si Roosevelt no hubiera hecho nada o hubiese mantenido a Walker, los periódicos nacionales le hubieran considerado un político débil.
Al enfrentarse a la presión de Roosevelt, Walker eludió las preguntas sobre sus cuentas bancarias personales, afirmando que las cantidades que recibió fueron "donaciones para beneficencia" y no sobornos. Retrasó las apariciones personales, hasta que se aseguró la nominación de Roosevelt a la presidencia de los Estados Unidos en 1932. Fue entonces cuando el acosado alcalde no pudo luchar más. Meses después de su elección como presidente, Roosevelt decidió que debía retirar a Walker de la alcaldía. Walker aceptó y renunció el 1 de septiembre de 1932. Realizó una gran gira por Europa con Betty Compton, la Ziegfeld girl por la que había dejado a su mujer. El 12 de noviembre de 1932, mientras estaba a bordo del Conte Grande, anunció que "no tenía ningún deseo ni intención de hacer pública su presencia" de nuevo en la alcaldía. Walker se quedó en Europa hasta que el peligro de la persecución penal pareció remoto. Allí se casó con Compton.

## Vida posterior y legado
Después de su regreso a los Estados Unidos, Walker trabajó como director de Majestic Records, que contaba en su sello con artistas tan populares como Louis Prima y Bud Freeman. Murió a la edad de 65 años de una hemorragia cerebral. Fue enterrado en el cementerio de la Puerta del Cielo en Hawthorne (Nueva York).

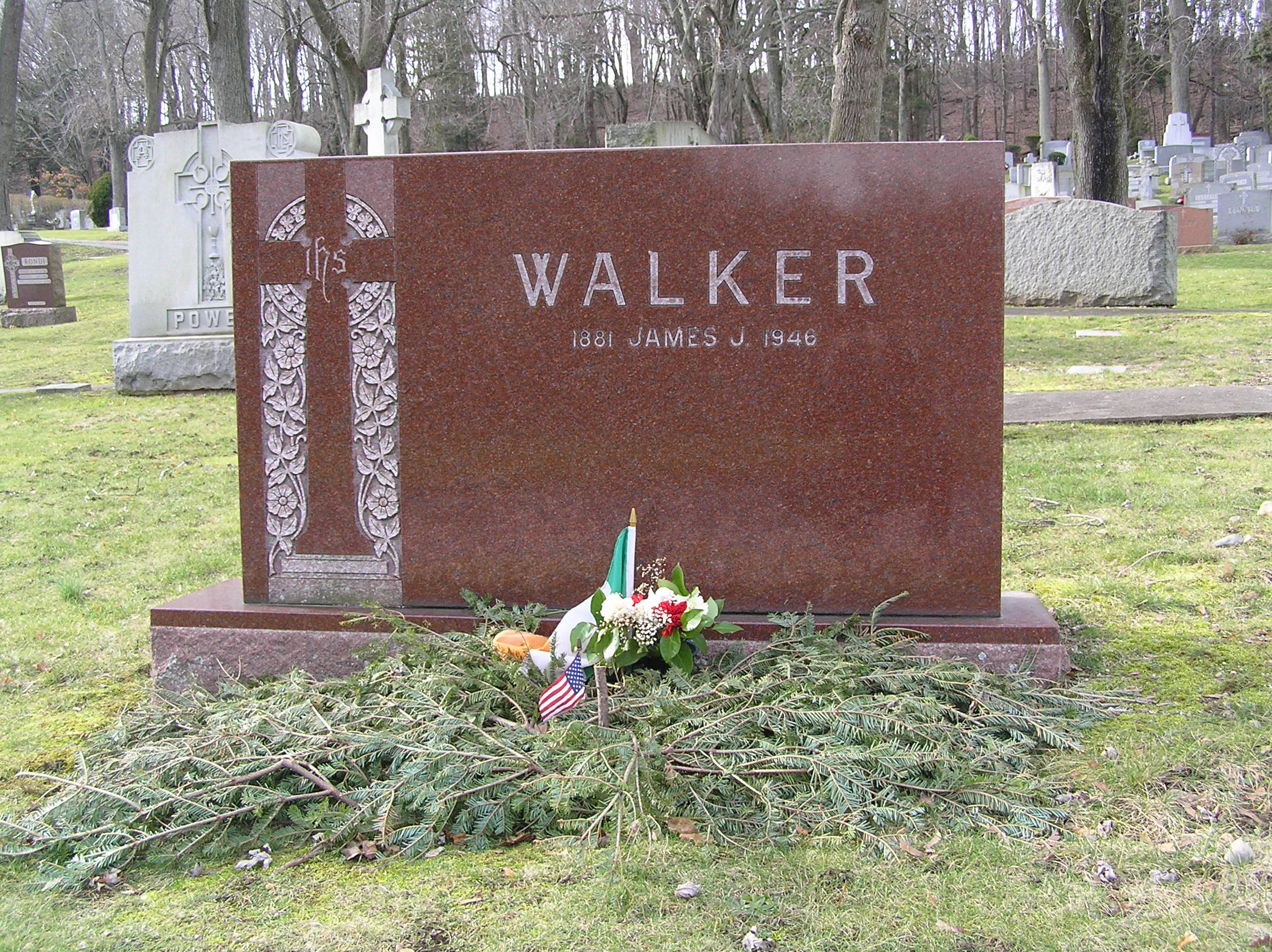
Sepultura de Jimmy Walker en el Cementerio Gate of Heaven

Cuando Walker era miembro del Senado del estado de Nueva York, patrocinó la "Ley Walker" para legalizar el boxeo en Nueva York, por lo que posteriormente fue honrado por la comunidad del boxeo. Walker es miembro del Salón Internacional de la Fama del Boxeo y recibió el Trofeo Edward J. Neil en 1945 por sus servicios a este deporte.

## En la cultura popular
- Una versión romántica de Walker como alcalde fue presentada en la película Beau James de 1957, protagonizada por Bob Hope, en la que se realiza una descripción bastante precisa de Walker, quien durante su época como alcalde se había convertido en un símbolo del romanticismo de la era del jazz.[5] La película se basó en una biografía de Walker, también titulada "Beau James", escrita por Gene Fowler.

- Una canción de Dean Martin, titulada de igual manera "Beau James", presenta una interpretación muy idealizada y romántica de su mandato como alcalde.

- Asimismo, un libro fue la base del musical Jimmy, que tuvo una breve carrera en Broadway desde octubre de 1969 hasta enero de 1970. El espectáculo fue protagonizado por Frank Gorshin como Walker y Anita Gillette como Betty Compton.[9] También hay una canción sobre Walker titulada "Gentleman Jimmy" en el musical Fiorello!.[10]

- Imágenes de Walker se utilizan en la película de Woody Allen Zelig de 1983, siendo Walker uno de los invitados durante la visita de Zelig a William Randolph Hearst en la mansión Hearst) de San Simeón (California).

- La novela de 1935 It Can't Happen Here, de Sinclair Lewis, enumera a los exiliados en París incluyendo a "Jimmy Walker, y a algunos ex presidentes de América del Sur y Cuba".[11]

- La actividad política y criminal que rodea a la campaña de Walker en 1929 aparece en gran medida en la novela de 2009 de Tom Bradby, Blood Money.

- Walker aparece citado en "Last Call", el episodio del 6 de diciembre de 2010 de la serie de televisión de la ABC Castle.